# Sixteen (Ellie Goulding)
Sixteen is een nummer van de Britse zangeres Ellie Goulding uit 2019.
Het nummer gaat volgens Goulding over de "roekeloze dagen van de adolescentie". "Sixteen" werd in een aantal Europese landen een klein hitje. In het Verenigd Koninkrijk bereikte het de 21e positie. In de Nederlandse Top 40 haalde het nummer de 27e positie, en de Vlaamse Ultratop 50 wist het nummer net te bereiken met een 50e positie.